# Europäischer St.-Ulrichs-Preis
Der Europäische St.-Ulrichs-Preis ist ein von der Europäischen St.-Ulrichs-Stiftung ausgelobter Kulturpreis. Die Stiftung wurde 1993 von der Stadt und dem Landkreis Dillingen an der Donau gegründet. Geehrt werden Persönlichkeiten, die sich Verdienste um die Einheit Europas im christlichen Geist erworben haben.

## Stiftung
Die Europäische St.-Ulrichs-Stiftung ist im Jahre 1993, dem 1000. Jahr der Heiligsprechung von Bischof Ulrich von Augsburg, auf Initiative des damaligen Landrats Anton Dietrich als Stiftung des Landkreises und der Großen Kreisstadt Dillingen gegründet worden. Zweck der Stiftung ist die Förderung der Einheit Europas in christlich-abendländischer Tradition und im Geiste St. Ulrichs. Stiftungsvorsitzender ist der amtierende Landrat des Landkreises Dillingen, der Vorsitzende des Kuratoriums der amtierende Augsburger Diözesanbischof. Der Stiftungszweck wird unter anderem durch die Verleihung des Europäischen St.-Ulrichs-Preises an Personen, Initiativen und Institutionen verwirklicht, die insbesondere in den Bereichen Politik, Kirche, Wissenschaft, Kultur, Wirtschaft und sozialem Engagement tätig sind. Der Preis ist mit 10.000 Euro (2018) dotiert.

## Preisträger
- 1993: Alfons Nossol, Bischof von Oppeln
- 1995: Alois Mock, Vizekanzler und Außenminister a. D. der Republik Österreich
- 1997: Helmut Kohl, Bundeskanzler der Bundesrepublik Deutschland
- 1999: Roman Herzog, Bundespräsident a. D. der Bundesrepublik Deutschland
- 2001: Marion Gräfin Dönhoff, Publizistin und Mitherausgeberin der Zeit
- 2003: Gemeinschaft Sant’Egidio, vertreten durch den Gründer Andrea Riccardi
- 2007: Kardinal Miloslav Vlk, Erzbischof von Prag[1]
- 2009: Anne-Sophie Mutter, deutsche Violinistin
- 2012: Lech Wałęsa, polnischer Politiker und Friedensnobelpreisträger[2]
- 2014: Internationales Netzwerk „Miteinander für Europa“, bestehend aus 300 christlichen Bewegungen und Gemeinschaften[3]
- 2016: Wolfgang Schäuble, Bundesminister der Finanzen der Bundesrepublik Deutschland[4][3]
- 2018: Ärzte ohne Grenzen, vertreten durch den Vorsitzenden Volker Westerbarkey, Verleihung am 12. Mai 2018, Laudatio Elke Büdenbender, Schirmherrin von Unicef Deutschland
- 2020: Gerd Müller, Bundesminister für wirtschaftliche Zusammenarbeit und Entwicklung
- 2022: Giovanni di Lorenzo, Chefredakteur der Wochenzeitung Die Zeit